# Worms-Wiesoppenheim
Wiesoppenheim ist seit dem 7. Juni 1969 ein Ortsteil von Worms im südlichen Wonnegau.  Das Dorf liegt ca. sechs Kilometer südwestlich der Stadt im Süden Rheinhessens im Eisbachtal nahe der Bundesautobahn 61. Der Ortsteil Wiesoppenheim ist der südlichste Ort von Rheinhessen. Die Gemarkung Wiesoppenheim hat eine Fläche von 310,3 ha. Das sind 2,9 % der gesamten Wormser Stadtfläche.

## Wappen
Das Wappen der Nachkriegszeit von Worms-Wiesoppenheim zeigt einen schwarz-rot geteilten Schild mit zwei gekreuzten, silbernen Schlüsseln, die auf den Wormser Dom St. Peter hinweisen, und darüber waagrecht ein silbernes Schwert, ein Hinweis auf den heiligen Martin von Tours, des Schutzpatrons der untergegangenen Kirche. Das Wappen in dieser Form wurde 1957 vom rheinland-pfälzischen Ministerium genehmigt.

## Geschichte

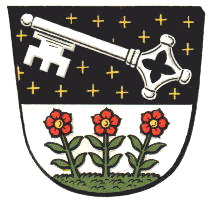
Gemeindewappen vor 1957

Die älteste erhaltene Erwähnung von Wiesoppenheim findet sich in einer im Lorscher Codex überlieferten Urkunde aus von 793. Siedlungsspuren brachten aus einem fränkischen Gräberfeld einige römische Funde, darunter einen Sarkophag hervor. Lange Zeit gehörte Wiesoppenheim zum Hochstift Worms und hatte zeitweise eine eigene Gerichtsbarkeit. Das Kloster Otterberg war im Ort begütert.
Erst 1875 wurde die noch aus karolingischer Zeit stammende Kirche St. Martinus wegen Baufälligkeit abgebrochen. Die 1875/76 dafür errichtete St. Martinskirche im neoromanischen Stil prägt noch heute das Dorfbild. Im Inneren soll sich bis 1883 ein kleiner Altar für die drei römischen Schicksalsgöttinnen (die Parzen) befunden haben. Dort finden sich heute holzgeschnitzte Heiligenfiguren aus dem 15./17. Jahrhundert.
Jährlich am Michaelstag, eine Woche nach Kirchweih, wird eine Prozession zu einer kleinen Kapelle am Feldrand, einem Heiligenhäuschen, durchgeführt. Diese Prozession geht auf ein Gelübde aus der Zeit des Dreißigjährigen Krieges zurück. Die Bewohner gelobten für den Fall der Verschonung von der Pest eine jährliche Prozession.
Im Jahr 1969 wurde die bis dahin eigenständige Gemeinde Wies-Oppenheim (damalige Schreibweise) mit 1.221 Einwohnern nach Worms eingemeindet.
Am 22. Mai und vom 9. bis 13. Juni 1993 beging Wiesoppenheim seine 1200-Jahr-Feier.

## Einwohnerentwicklung
| Datum | Einwohner |
| ----- | --------- |
| 1933  | 939       |
| 1939  | 920       |
| 1968  | 1.221     |
| 2012  | 1.723     |

## Politik

### Ortsbeirat
Für den Stadtteil Worms-Wiesoppenheim wurde ein Ortsbezirk gebildet. Dem Ortsbeirat gehören elf Beiratsmitglieder an, den Vorsitz im Ortsbeirat führt der direkt gewählte Ortsvorsteher.
Zum Ortsbeirat siehe die Ergebnisse der Kommunalwahlen in Worms.

### Ortsvorsteher
Ortsvorsteher ist Peter Rißberger (CDU). Bei der Kommunalwahl am 26. Mai 2019 wurde er mit einem Stimmenanteil von 62,4 % in seinem Amt bestätigt. Bei der Kommunalwahl am 9. Juni 2024 setzte er sich mit einem Stimmenanteil von 71,8 % gegen einen Mitbewerber durch.

## Regelmäßige Veranstaltungen
- Tag der offenen Tür der Freiwilligen Feuerwehr Worms-Wiesoppenheim/Horchheim (erstes Juli-Wochenende)
- Wiesopprumer Kerb und Kirchweih Wiesoppenheim (um das 3. Septemberwochenende)
- Adventsmarkt der Ortsvereine Wiesoppenheim (Dezember)